# Квон Дыг Ин Пётр
 Квон Дыг Ин Петр или  Петр Квон  (кор.  권득인 베드로, 1805 г., Сеул, Корея — 24.05.1839 г., там же) — святой Римско-Католической Церкви, мученик.

## Биография
Петр Квон Дыг Ин родился в 1805 году в Сеуле в католической семье. В детстве он потерял отца, его мать умерла, когда ему было 16 лет. После смерти матери Петр Квон Дыг Ин женился и стал работать в магазине старшего брата. После закрытия магазина, Петр Квон Дыг Ин стал производить крестики и медальоны с изображением католических святых для христиан. Во время гонений на христиан в Корее он был арестован 16 января 1839 года вместе со всей своей семьей. Его неоднократно допрашивали и пытали. Его жена и брат тоже были подвергнуты жестоким пыткам, и, не выдержав, отреклись от христианства и вскоре были отпущены на свободу. Петр Квон Дыг Ин, находясь в тюрьме, написал письмо своим родным, чтобы они изменили своё решение. Одной из причин его смертного приговора было обвинение в незаконном производстве и продаже предметов религиозного поклонения. 24 мая 1839 года Петр Квон Дыг Ин был обезглавлен в Сеуле вместе с другими восемью католиками.

## Прославление
Петр Квон Дыг Ин был беатифицирован 5 июля 1925 года Римским Папой Пием XI и канонизирован 6 мая 1984 года Римским Папой Иоанном Павлом II вместе с группой 103 корейских мучеников.
День памяти в Католической Церкви — 20 сентября.

## Источник
- Catholic Bishops’ Conference of Korea Newsletter No. 54 (Spring 2006)  (англ.)